# ديدييه لورنسو
ديدييه لورنسو (بالإسبانية: Didier Lourenço)‏ هو فنان إسباني، ولد في 1968 في بريميا دي مار في إسبانيا.